# Municipio de Sacred Heart
El municipio de Sacred Heart (en inglés: Sacred Heart Township) es un municipio ubicado en el condado de Renville en el estado estadounidense de Minnesota. En el año 2010 tenía una población de 270 habitantes y una densidad poblacional de 2,02 personas por km².

## Geografía
El municipio de Sacred Heart se encuentra ubicado en las coordenadas 44°44′24″N 95°17′33″O / 44.74000, -95.29250. Según la Oficina del Censo de los Estados Unidos, el municipio tiene una superficie total de 133.37 km², de la cual 133,3 km² corresponden a tierra firme y (0,05 %) 0,07 km² es agua.

## Demografía
Según el censo de 2010, había 270 personas residiendo en el municipio de Sacred Heart. La densidad de población era de 2,02 hab./km². De los 270 habitantes, el municipio de Sacred Heart estaba compuesto por el 98,89 % blancos, el 0,37 % eran asiáticos y el 0,74 % eran de una mezcla de razas. Del total de la población el 0 % eran hispanos o latinos de cualquier raza.